# Neopsephus
Neopsephus là một chi bọ cánh cứng trong họ 
Elateridae.
Chi này được miêu tả khoa học năm 1990 bởi Kishii.

## Các loài
Chi này có các loài:
- Neopsephus takasago Kishii, 1990